# Dash Berlin
Dash Berlin är en nederländsk elektronisk musikgrupp som bildades i Haag av Eelke Kalberg & Sebastiaan Molijn.  Ansiktet utåt för gruppen var Jeffrey Sutorius, den sjunde mest populära DJ i världen enligt DJ Mag år 2012. Kalberg och Molijn är musikproducenter.
Den 18 juni 2018, meddelade Sutorius hans avgång från Dash Berlin, anledningen säger han är misskötsel och utbrändhet. Från oktober 2018 har Sutorius producerat och uppträtt under sitt eget namn, medan Dash Berlin kommer fortsätta som en duo. 
Den 21 juni 2019, meddelade grundarna av musikgruppen att Jeffrey Sutorius kommer tillbaka för att ta över Dash Berlin namnet, medan Kalberg och Molijn lämnar gruppen för att fokusera på nya projekt.